# HDAC3
HDAC3 (англ. Histone deacetylase 3) – білок, який кодується однойменним геном, розташованим у людей на короткому плечі 5-ї хромосоми. Довжина поліпептидного ланцюга білка становить 428 амінокислот, а молекулярна маса — 48 848.
| 10         |  | 20         |  | 30         |  | 40         |  | 50         |
| ---------- |  | ---------- |  | ---------- |  | ---------- |  | ---------- |
| MAKTVAYFYD |  | PDVGNFHYGA |  | GHPMKPHRLA |  | LTHSLVLHYG |  | LYKKMIVFKP |
| YQASQHDMCR |  | FHSEDYIDFL |  | QRVSPTNMQG |  | FTKSLNAFNV |  | GDDCPVFPGL |
| FEFCSRYTGA |  | SLQGATQLNN |  | KICDIAINWA |  | GGLHHAKKFE |  | ASGFCYVNDI |
| VIGILELLKY |  | HPRVLYIDID |  | IHHGDGVQEA |  | FYLTDRVMTV |  | SFHKYGNYFF |
| PGTGDMYEVG |  | AESGRYYCLN |  | VPLRDGIDDQ |  | SYKHLFQPVI |  | NQVVDFYQPT |
| CIVLQCGADS |  | LGCDRLGCFN |  | LSIRGHGECV |  | EYVKSFNIPL |  | LVLGGGGYTV |
| RNVARCWTYE |  | TSLLVEEAIS |  | EELPYSEYFE |  | YFAPDFTLHP |  | DVSTRIENQN |
| SRQYLDQIRQ |  | TIFENLKMLN |  | HAPSVQIHDV |  | PADLLTYDRT |  | DEADAEERGP |
| EENYSRPEAP |  | NEFYDGDHDN |  | DKESDVEI   |  |            |  |            |

A: Аланін

C: Цистеїн

D: Аспарагінова кислота

E: Глутамінова кислота

F: Фенілаланін

G: Гліцин

H: Гістидин

I: Ізолейцин

K: Лізин

L: Лейцин

M: Метіонін

N: Аспарагін

P: Пролін

Q: Глутамін

R: Аргінін

S: Серин

T: Треонін

V: Валін

W: Триптофан

Кодований геном білок за функціями належить до репресорів, гідролаз, регуляторів хроматину, фосфопротеїнів. 
Задіяний у таких біологічних процесах, як транскрипція, регуляція транскрипції, альтернативний сплайсинг, поліморфізм. 
Локалізований у цитоплазмі, ядрі.